# 藤間勘祖 (3世)
三世 藤間勘祖（ふじま かんそ、1945年12月9日 - ）は、六世藤間勘十郎と藤間紫の長女。東京都出身。日本舞踊宗家藤間流の前宗家。本名は藤間高子（こうこ）。長男は八世藤間勘十郎。

## 経歴
- 1945年12月9日、六世藤間勘十郎と藤間紫の間に生まれる。
- 1948年9月、長唄『五條坂景清』の“禿”にて初舞台を踏む。
- 1966年10月、「藤間会」での長唄『鏡獅子』にて本格的に舞踊の道へ進む。
- 1967年11月、「第一回高子の会」を主宰。
- 1973年10月、「芸術祭参加大歌舞伎公演」の『舞鶴五條橋』で歌舞伎初振付。
- 1981年12月、藤間康香（こうこ）に改名。
- 1983年4月、「第一回藤間康詞リサイタル」を主宰。
- 1990年9月、歌舞伎座「宗家藤間流襲名舞踊会」で「寿式三番叟」ほかで、父の後を受けて藤間流宗家七世藤間勘十郎を襲名。
- 1990年12月、六世藤間勘十郎が90歳で亡くなる。
- 2000年9月、国立劇場「六世藤間勘十郎生誕百年 藤間会」を開催。
- 2002年9月、歌舞伎座「二世勘祖13回忌追善　三世勘祖・八世勘十郎襲名 藤間会」で息子の康詞（みちのり）に藤間勘十郎を譲り、三世藤間勘祖を襲名する。

八世藤間勘十郎と共に歌舞伎舞踊の振付をしている。

## 受賞・栄典
- 1969年10月 「藤間会」での長唄・文楽『京鹿子娘道成寺』により、芸術選奨文部大臣新人賞受賞
- 1996年 平成8年度日本芸術院賞受賞（歌舞伎舞踊に尽くした業績）
- 2014年 第34回 伝統文化ポーラ賞 優秀賞[1]
- 2019年 旭日中綬章受章[2][3]

## 資料
自伝的エッセイとして『そして始まり』藤間高子（あすか書房 1987）がある。

## 私生活
はじめ、大蔵流狂言師山本東次郎（当時、山本則寿）と結婚したが、妻子ある能楽師・梅若六郎（当時・梅若紀彰）と交際し、息子の藤間勘十郎を儲け、山本とは離婚する。